# Qiao Hong
Qiao Hong (chinesisch 喬 紅 / 乔 红, Pinyin Qiáo Hóng; * 21. November 1968 in Wuhan) ist eine ehemalige chinesische Tischtennisspielerin und fünfmalige Weltmeisterin.

## Werdegang
Qiao Hong begann als Siebenjährige mit dem Tischtennisspielen. 1987 wurde sie in die chinesische Nationalmannschaft eingeladen. Erstmals wurde sie 1988 für einen internationalen Einsatz nominiert: Bei den Internationalen Meisterschaften in Moskau kam sie auf Platz 2.
Qiao Hong ist Rechtshänderin, sie spielt im Shakehand-Stil.

## Erfolge
Zusammen mit Deng Yaping bildete Qiao Hong mehrere Jahre lang das weltbeste Doppel.
Bei der Weltmeisterschaft 1989 in Dortmund wurde sie nur in den Individualwettbewerben eingesetzt. Hier gewann sie die Weltmeisterschaft im Einzel und im Doppel. Weitere Weltmeistertitel holte sie 1993 und 1995 mit der chinesischen Mannschaft sowie 1995 im Doppel. Viermal gewann sie bei Weltmeisterschaften Silber: Im Einzel 1995, im Doppel 1991 und 1993 sowie mit dem Team 1991.
Qiao Hong nahm an den Olympischen Spielen 1992 und 1996 teil. Beide Male gewann sie an der Seite von Deng Yaping Gold im Doppel. Im Einzel holte sie 1992 Silber und 1996 Bronze.

## Ende der internationalen Karriere
1996 trat sie vom internationalen Leistungssport zurück. In diesem Jahr übersiedelte sie nach Japan und schloss sich dem Verein Panasonic Electric Co. Ltd. als Spielertrainerin an. 2000 kehrte sie nach China zurück und begann ein Sportpädagogik-Studium. Von 2003 bis 2005 trainierte sie die chinesische Nationalmannschaft. 2005 bewarb sie sich vergeblich auf den Posten der Cheftrainerin der Damenmannschaft.

## Turnierergebnisse
| Verband | Veranstaltung           | Jahr | Ort                    | Land | Einzel     | Doppel        | Mixed        | Team |
| ------- | ----------------------- | ---- | ---------------------- | ---- | ---------- | ------------- | ------------ | ---- |
| CHN     | Asienmeisterschaft ATTU | 1994 | Tianjin                | CHN  | Silber     | Silber        | Halbfinale   | 1    |
| CHN     | Asienmeisterschaft ATTU | 1990 | Kuala Lumpur           | MAS  | Gold       | Gold          |              |      |
| CHN     | Asian Cup               | 1994 | Shanghai               | CHN  | 1          |               |              |      |
| CHN     | Asian Cup               | 1993 | Shunde                 | CHN  | 2          |               |              |      |
| CHN     | Asian Cup               | 1989 | Peking                 | CHN  | 2          |               |              |      |
| CHN     | Asienspiele             | 1994 | Hiroshima              | JPN  | Halbfinale | Silber        |              | 1    |
| CHN     | Asienspiele             | 1990 | Peking                 | CHN  | Halbfinale | Silber        |              | 1    |
| CHN     | Olympische Spiele       | 1996 | Atlanta                | USA  | Bronze     | Gold          |              |      |
| CHN     | Olympische Spiele       | 1992 | Barcelona              | ESP  | Silber     | Gold          |              |      |
| CHN     | Pro Tour                | 1996 | Kitaku-Shu             | JPN  | Gold       | Viertelfinale |              |      |
| CHN     | Pro Tour                | 1996 | Xi’an                  | CHN  | Silber     | Halbfinale    |              |      |
| CHN     | Weltmeisterschaft       | 1995 | Tianjin                | CHN  | Silber     | Gold          | keine Teiln. | 1    |
| CHN     | Weltmeisterschaft       | 1993 | Göteborg               | SWE  | letzte 32  | Silber        | keine Teiln. | 1    |
| CHN     | Weltmeisterschaft       | 1991 | Chiba City             | JPN  | Halbfinale | Silber        | letzte 128   | 2    |
| CHN     | Weltmeisterschaft       | 1989 | Dortmund               | FRG  | Gold       | Gold          | letzte 16    |      |
| CHN     | World Doubles Cup       | 1992 | Las Vegas              | USA  |            | Gold          |              |      |
| CHN     | WTC-World Team Cup      | 1995 | Atlanta                | USA  |            |               |              | 1    |
| CHN     | WTC-World Team Cup      | 1991 | Barcelona              | ESP  |            |               |              | 1    |
| CHN     | WTC-World Team Cup      | 1990 | Hokkaido, Aomori, Niig | JPN  |            |               |              | 1    |